# Padahurip (Selajambe)
Padahurip is een bestuurslaag in het regentschap Kuningan van de provincie West-Java, Indonesië. Padahurip telt 1319 inwoners (volkstelling 2010).